# Berenguer de Tolosa
Berenguer de Tolosa, llamado el Sabio, fue conde de Barcelona, de Gerona, y de Ampurias del 832 al 835. Y fue también conde de Tolosa desde 814 y consejero de Pipino I de Aquitania desde 816.
Era hijo del marqués Unroch II del Friul y de Engeltrude de París, hermano del marqués Everardo del Friul y tío del emperador Berenguer. Su dinastía procede de los Unróquidas.

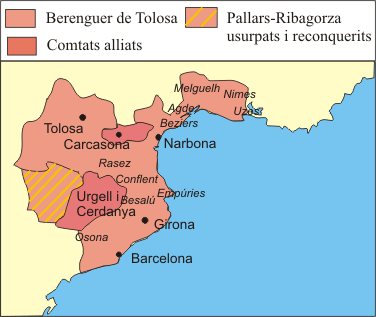
Territorios de Berenguer de Tolosa

En 831, cuando Pipino decidió rebelarse contra el emperador Luis el Piadoso, Berenguer se lo desaconsejó, pero Pipino prefirió seguir los consejos de Bernardo de Septimania que le animaba a ello. Berenguer, leal al Emperador, invadió los dominios de Bernardo apoderándose del Rosellón (junto con Vallespir), del condado de Rasés y del Conflent. El 2 de febrero de 832, Berenguer ya había entrado en Elne. Por último, en octubre de ese mismo año, las sucesivas victorias de las fuerzas imperiales, obligaron a Pipino y a Bernardo a comparecer ante el Emperador. Pipino fue desposeído de su reino y enviado a prisión a Tréveris, sus territorios le fueron concedidos a Carlos II el Calvo. Bernardo fue acusado de infidelidad y destituido de todas sus posesiones de Septimania y Gòtia y le fueron entregadas a Berenguer.
En 833, Galindo I Aznárez, conde de Urgel y de Cerdaña usurpó los condados de Pallars y Ribagorza de los dominios de Berenguer.
En 834, Pipino se reconcilió con el Emperador y derrotó a su hermano Lotario I en la defensa de Chalon-sur-Saône. Bernardo, que había ayudado a Pipino, reclamó sus antiguos títulos como recompensa. A Berenguer, que siempre fue fiel, tanto al Emperador como a Pipino, le fueron confiscadas todas sus tierras, excepto Tolosa.
En junio de 835 el Emperador convocó a Berenguer y a Bernardo a una asamblea en Crémieu, cercano a Lyon, en ella se tomaría la decisión acerca de la distribución de las tierras de Septimania y Gòtia. Pero, durante el viaje Berenguer murió inesperadamente y los condados catalanes quedaron en manos de Bernardo. Tolosa le fue adjudicada a Warin.
| Predecesor: Begón de Tolosa        | Condado de Tolosa 816-835    | Sucesor: Bernardo de Septimania |
| Predecesor: Bernardo de Septimania | Conde de Barcelona 832 - 835 | Sucesor: Bernardo de Septimania |

- Datos: Q763220